# Oni (film 2006)
Oni (fr. Ils) − francusko-rumuński horror z 2006 roku w reżyserii Davida Moreau i Xaviera Paluda. Zdjęcia kręcono w Rumunii (Bukareszt, Snagov). Premiera filmu miała miejsce 8 kwietnia 2006 roku podczas Cognac Film Festival we Francji.